# Sport Clube de Freamunde
O Sport Clube de Freamunde é um histórico clube multidesportivo português sediado na cidade e na freguesia de Freamunde, no Distrito do Porto. É mais conhecido pela sua equipa sénior de futebol, que joga atualmente na Divisão de Honra da AF Porto e conta com varias presenças nas divisões profissionais de Portugal. Atualmente, o SC Freamunde além do futebol tem como suas atividades desportivas, o Atletismo, Futsal e BTT.

## História

### Inicio

#### O Pioneirismo
Querendo premiar os dotes futebolísticos dos jovens desportistas e aliciado pela emoção desse jogo, o carismático Padre Castro - figura proeminente pela sua generosidade e inteligência ao serviço das instituições locais, personalidade possuidora de enorme fluência e que tudo fazia, como na vida, com raça, com imaginação, com sabedoria -, conhecedor que o futebol atraía o operariado e a juventude, auxiliado pelo Dr. António Chaves, Armando Oliveira, Alexandrino Cruz, Francisco Carneiro e outros, resolve dar voz ao seu instinto cristão e fazer alguma coisa pelos filhos da comunidade freamundense, tomando a seu cargo o plano organizativo para a constituição de um grupo de futebol, pois nas redondezas já havia clubes similares.
O Padre Castro, que também paroquiou S. Paio Casais / Lousada e lecionou como professor de matemática no seminário dos Carvalhos / Vila Nova de Gaia, deixou-nos bem cedo mas viverá eternamente na saudade de todos e enquanto existir o Clube a que ele votou a sua existência.

#### Foot Ball Club. Freamundense
Antes da fundação do Sport Clube de Freamunde, existiu um clube não oficial chamado "Foot Ball Club. Freamundense". Este clube foi a primeira associação desportiva na cidade de Freamunde, mas teve uma duração efémera. Criado às pressas e sem estatutos adequados para participar nas divisões nacionais, o "Foot Ball Club. Freamundense" foi extinto no mesmo ano de sua fundação, em 1932.

#### O Nascimento de uma grande instituição
Eis-nos por fim chegados ao momento histórico da fundação do Clube. 19 de Março de 1933. Por curiosidade, também dia de S. José, da aprovação em plesbicito da Constituição Política da República Portuguesa do mesmo ano de 1933 e, igualmente, data comemorativa da fundação da Associação dos Socorros Mútuos Freamundense. Ainda neste dia, no nosso País, iniciavam-se os preparativos para as filmagens do primeiro sonoro «A canção de Lisboa», com António Silva, Vasco Santana e Beatriz Costa como protagonistas.
A partir daqui seria um percurso enorme pejado de dificuldades, mas de muitas glórias também. Surgiria então o primeiro «team» oficial do Freamunde Sport Clube, denominado de «Onze Vermelhos», todos ou quase todos operários da Fábrica Albino de Matos Pereiras e Barros Lda. , jovens atletas de enorme potencial.
É escusado dizer-se que nesses tempos os dirigentes - sobretudo os mais habilitados ou habilidosos, os chamados símbolos vivos do Clube - faziam de tudo: jogavam se preciso fosse, treinavam, eram funcionários, massagistas, aguadeiros e mesmo árbitros de futebol. Tanto carregavam as bolas e os sacos para os treinos como se sentavam no improvisado gabinete a congeminar a estratégia organizativa do plano semanal. Duas das principais referências, para além dos denominados Presidentes foram Adolfo Gomes Pereira e Américo Ferreira Taipa. Estes nomes «arrastaram» outros que a justiça obrigaria a incluir mas que, lamentavelmente, teremos que omitir face aos poucos livros ou documentos que se salvaram das «andanças» em que a Sede do Carvalhal se viu envolvida há duas dezenas de anos atrás.
Feitas as necessárias diligências, as dificuldades foram inicialmente ultrapassadas com o arrendamento destas terras pertencentes ao Dr. António Corrêa Teixeira Vasconcelos Portocarrero por uma importância compatível com as possibilidades do Clube.
Em Novembro de 1935 a Liga Invicta é extinta e abre-se outro campeonato que não existe nos dias de hoje: o Campeonato da Promoção. Para puder jogar nesta liga, o Sport Clube de Freamunde juntou-se assim à AF Porto e adotou as cores de hoje (camisola e meias azuis e calções brancos).

### Anos 40-60 – Consolidação Regional
Entre as décadas de 1940 e 1960, o Sport Clube de Freamunde deu passos importantes para afirmar-se como uma referência no futebol distrital do Porto. Num período marcado pela reconstrução do país após a Segunda Guerra Mundial, o clube destacou-se pelo seu espírito comunitário e dedicação ao desenvolvimento do futebol local. A direção apostou na formação de jovens talentos da região e na construção de uma estrutura organizacional sólida, que permitiu ao clube competir com consistência.
O trabalho árduo refletiu-se em sucessivas boas campanhas nas divisões distritais, culminando na desejada ascensão à Terceira Divisão Nacional. Este feito representou um marco na história do clube, não apenas pelo valor desportivo, mas também pelo simbolismo: o Freamunde deixava de ser apenas um emblema local para passar a fazer parte do panorama competitivo nacional. Este período ficou igualmente marcado pelo reforço da ligação entre o clube e a sua comunidade, consolidando uma identidade única e um sentimento de pertença entre os seus adeptos.

### Anos 60-70 – Altos e Baixos
Durante as décadas de 1960 e 1970, o Freamunde viveu momentos de grande instabilidade competitiva, com sucessivas oscilações entre períodos de esperança e fases de adversidade. A manutenção na Terceira Divisão era constantemente colocada à prova, com temporadas em que o clube lutava arduamente para evitar o rebaixamento. Estas dificuldades refletiam-se tanto em campo como fora dele, com recursos financeiros escassos e infraestruturas modestas.
Contudo, foi precisamente nestes anos difíceis que o Freamunde desenvolveu a sua garra e resiliência, características que viriam a tornar-se marcas do clube. Apesar da ausência de títulos ou promoções significativas, esta foi uma era formativa, onde a paixão dos adeptos e a perseverança dos dirigentes mantiveram vivo o sonho de alcançar patamares mais altos.

### Anos 70-80 – Afirmar-se no Palco Nacional
No final dos anos 70 e início dos anos 80, o Freamunde começou a consolidar a sua presença nas competições nacionais. A estabilidade alcançada após anos de altos e baixos permitiu ao clube estabelecer-se durante várias épocas na Terceira Divisão. A equipa começou a ser vista como uma adversária competitiva e difícil de bater, fruto de uma política desportiva mais estruturada e de um núcleo de jogadores comprometidos com o projeto.
No entanto, nem tudo foram conquistas. O clube ainda sofreu com descidas pontuais à Divisão de Honra da AF Porto, que, embora difíceis, serviram de alerta e catalisador para mudanças. A paixão inabalável da sua massa adepta continuava a ser uma das maiores forças do clube, tornando o Campo do Carvalhal um verdadeiro bastião de apoio incondicional.

### Anos 80-90 – Crescimento e Novas Instalações
A década de 1980 marcou um ponto de viragem. Em 1982/83, o Freamunde alcançou uma das maiores conquistas da sua história até então, ao sagrar-se campeão da II Divisão Zona Norte. Esta vitória representou o regresso ao segundo escalão do futebol português, consolidando o estatuto do clube enquanto potência emergente.
Foi também nesta fase que se concretizou um antigo sonho: a inauguração de um novo estádio, mais moderno e com melhores condições para receber atletas e adeptos. Esta infraestrutura foi vital para o crescimento desportivo e institucional do clube, permitindo a realização de jogos em melhores condições e reforçando a imagem do Freamunde como um clube profissional e ambicioso.

### Anos 90-00 – Desafios e Reviravoltas
Os anos 90 foram um período de contrastes. Se, por um lado, o clube consolidou a sua estrutura e manteve ambições elevadas, por outro, teve de enfrentar uma nova série de desafios, desde dificuldades financeiras a resultados desportivos aquém das expectativas.
Houve temporadas de grande fulgor, mas também descidas inesperadas, que obrigaram a um trabalho constante de reinvenção. A instabilidade no futebol nacional, com várias reestruturações das competições, também teve impacto na trajetória do clube. Ainda assim, o Freamunde manteve-se resiliente e fiel aos seus princípios, preparando o terreno para a década mais promissora da sua história recente.

### Anos 00-10 – O Auge e a Busca pela Elite
Na década de 2000, o Freamunde viveu o seu auge desportivo. Sob uma gestão renovada e com uma base de jogadores talentosos, o clube conquistou a subida à Liga de Honra (então designada Liga Vitalis) na época 2006/07. Esta promoção foi o culminar de anos de trabalho, sendo celebrada com enorme entusiasmo pela comunidade freamundense.
Durante várias temporadas, o Freamunde competiu com equipas históricas do futebol português e chegou a lutar pelos lugares cimeiros da Segunda Liga. O clube ganhou notoriedade a nível nacional, tornando-se uma presença habitual nas transmissões televisivas e formando jogadores que viriam a destacar-se noutros palcos.

### Anos 10-20 – Declínio e Reconstrução
A década de 2010, no entanto, trouxe uma realidade bem mais dura. Apesar de campanhas competitivas – como a excelente temporada 2015/16, em que o clube esteve perto da promoção à Primeira Liga – os problemas financeiros começaram a agravar-se, dificultando a gestão desportiva e administrativa.
As dificuldades culminaram em vários rebaixamentos, perdendo-se a presença nas ligas profissionais. Ainda assim, o espírito do clube permaneceu vivo. A comunidade uniu-se em torno do Freamunde, surgindo movimentos de apoio e projetos de reestruturação com o objetivo de devolver dignidade e estabilidade ao clube.

### Anos 20-XX – Renascimento e Desafios Futuros
Com a extinção da SAD em 2023, o clube deu início a uma nova era. Livre das amarras de uma estrutura empresarial que já não servia os interesses do Freamunde, o clube regressou à sua essência: um emblema popular, gerido com paixão e responsabilidade. A nova direção traçou um plano de reestruturação ambicioso, com foco no desenvolvimento sustentável, na formação e no fortalecimento dos laços com a comunidade local.
Ainda distante dos palcos principais, o Freamunde encara o futuro com esperança e realismo. O objetivo é claro: recuperar o prestígio de outrora e voltar a ser uma referência no futebol português, sem perder a identidade que sempre o distinguiu – um clube de gente trabalhadora, apaixonada e fiel..
(em construção) 

### Datas Importantes
- 1933: Inauguração oficial do clube;
- 1935: Conclusão da obra do Campo do Carvalhal, o primeiro estádio oficial do Sport Clube de Freamunde; O clube junta-se à AF Porto e ao Campeonato da Promoção;
- 1944: São criados e aprovados os estatutos do clube;
- 1945: O clube passa a chamar-se Sport Clube de Freamunde (nome que perdura até hoje);
- 1949: Faleceu o padre Castro, um dos maiores entusiastas do SC Freamunde e também o principal implantador de futebol em Freamunde;
- 1990: É inaugurado o Complexo Desportivo do Sport Clube de Freamunde;
- 1998: Chegada aos Quartos de Final da Taça de Portugal perdendo para o FC Porto por 4-0 em casa.
- 2004: Inauguração do segundo relvado do estádio, no aniversário do clube;
- 2005: É colocada nas bancas a primeira edição do jornal O Estrelinha.
- 2007 e 2008: ''O Sonho'' Campeão da Segunda Divisão B de seniores (3º escalão) e campeão de Juniores, Juvenis e Feminino, respetivamente.
- 2013: Jogo com o SL Benfica a contar para a terceira eliminatória da Taça de Portugal perdendo por 4-0.
- 2014: Campeão do Campeonato de Portugal em 2013/2014
- 2016: Melhor Classificação na Segunda Liga o 5°Lugar ficando a 4 pontos da Primeira Liga
- 2018: Crise financeira que coloca o Freamunde nas divisões distritais
- 2023: Extinção do Sport Clube de Freamunde SAD[5]
- 2024: Campeão da AF Porto 2ª Divisão

## Plantel Temporada 24/25
Última atualização:9 de setembro de 2024.

## Claques

Brigata Azzuri na Final do Campeonato de Portugal em 2014 em Viseu frente ao Oriental

Festejo entre jogadores e adeptos após a conquista do Campeonato de Portugal em 2014

### Turma1933
A claque "UltrasTurma1933" surgiu em 2018, formada por ex-membros da Brigata Azzuri, e desde então tem se destacado no cenário desportivo português. Apesar de sua juventude, a claque já conquistou uma notável reputação, sendo amplamente reconhecida por suas demonstrações vibrantes de apoio ao clube. Seus distintivos, incluindo faixas, bandeiras e estandartes, além dos seus cânticos apaixonados, tornaram-se uma marca registrada que ressoa em todos os estádios por onde o clube passa.

### Brigata Azzuri
A Brigata Azzuri foi fundada em 9 de julho de 2003, com o objetivo principal de proporcionar um apoio fervoroso ao clube. Durante os seus anos de atividade, a Brigata Azzuri estabeleceu-se como um dos maiores e mais influentes grupos de ultras do futebol português fora da elite. Com cerca de 400 membros distribuídos em 10 núcleos distintos, tais como "Influenza", "Grupo 9 de Julho", "BlueWarriors", "Força Separatista Freamundense", "Máfia Azul", "Ala Dura", "WestSide", "Ilha", "Lustosa" e "Ordem" e "Raimonda", a Brigata Azzuri deixou uma marca indelével na cultura de apoio ao clube. Apesar do seu encerramento por volta de 2017, seu legado perdura, influenciando outras claque e contribuindo para a paixão e fervor que caracterizam o apoio ao desporto em Portugal.

## Estádio
O Complexo Desportivo do Sport Clube de Freamunde é o estádio atual do clube, inaugurado em 1990, e tem capacidade para 5.000 espectadores (originalmente com 7.000 lugares). O estádio é composto por bancadas em ambos os lados. Do lado principal, com capacidade para 3.000 pessoas, encontram-se um bar, quatro casas de banho (duas masculinas e duas femininas, todas com apoio para pessoas com dificuldades motoras), camarotes e uma área destinada à transmissão de jogos. Do outro lado, há uma bancada com capacidade para 2.000 lugares (consegue levar mais de 4500 pessoas visto que não tem assentos), equipada com um bar e quatro casas de banho, além de ser o local designado para a claque da casa e para os adeptos visitantes.

Complexo Desportivo do SC Freamunde

O Complexo Desportivo é atualmente composto pelo campo principal e por três campos de treino: dois com relva sintética e um com pelado Há planos para a expansão do complexo, com a adição de mais dois campos sintéticos e um ginásio polidesportivo.
O estádio foi construído sobre um campo de futebol preexistente, conhecido como Campo de Pessô, que já servia para a formação do SC Freamunde.
Diante da necessidade de um novo estádio, foi decidido construí-lo sobre este campo já existente, aproveitando a localização e a estrutura prévia para o desenvolvimento do novo complexo desportivo.

### Campo do Carvalhal

Campo do Carvalhal com neve em 1986

O Campo do Carvalhal, inaugurado em 1935, foi o primeiro estádio do Sport Clube de Freamunde, construído sob a orientação do padre Castro, figura proeminente na história do clube. Originalmente, era um campo sem relva com dimensões consideradas modestas para os padrões do futebol moderno, mas possuía bancadas em três dos seus lados, proporcionando uma capacidade aproximada de 7 mil lugares, todos sem cadeiras.
Nos anos 70, surgiram ideias para a construção de um novo estádio, porém, apenas nos finais dos anos 80 é que o projeto começou a ser concretizado, com a construção do estádio na zona de Pessô, onde já existia um campo de futebol. Com a inauguração do novo estádio na década de 90, o Campo do Carvalhal deixou de ser utilizado pela equipa principal e passou a ser reservado para os jogos das equipas de formação.
Entretanto, a vida útil do Campo do Carvalhal foi curta, pois em 1997 foi vendido e demolido para dar lugar à construção de uma zona residencial, denominada Urbanização do Carvalhal. O que resta desse icónico estádio são os balneários, que permanecem como testemunho congelado no tempo, evocando as memórias dos dias em que o futebol ecoava pelas suas bancadas e relvados.

### Largo da Feira
O Largo da Feira viu os primeiros jogos de futebol serem disputados nos anos 20, o que inspirou a criação de um clube dedicado ao desporto na região. O Clube Recreativo de Freamunde, então, assumiu o papel de organizador, promovendo algumas partidas informais entre os jovens locais. Foi assim que surgiu o grupo conhecido como Miúdos da Feira, composto por crianças que se reuniam aos fins de semana para jogar futebol neste espaço.
Com o surgimento da ideia de fundar o Sport Clube de Freamunde, o Largo da Feira deixou de ser o local principal para a prática do futebol na região. No entanto, sua importância histórica permanece como o ponto de partida para a paixão pelo futebol na comunidade local e como um símbolo dos primórdios do desporto na área.

## Emblema
O emblema do SC Freamunde é caracterizado por uma estrela de seis pontas, também conhecida como Estrela de Davi, que representa a divindade e a presença da religião no seio do clube. Esta simbologia reflete a importância dos valores espirituais para a região que envolve o SC Freamunde. Além disso, o emblema apresenta uma bola de futebol azul e branca, simbolizando as cores da cidade de Freamunde. Por fim, as siglas "SCF" em dourado representam o nome do clube, conferindo-lhe uma aura de nobreza e distinção. Juntos, esses elementos compõem um emblema que encapsula a identidade e os princípios fundamentais do SC Freamunde.
Em 2024, o emblema passou por uma edição que adicionou brilho e reflexo à estrela, além de realçar as siglas, tornando-as mais destacadas.

## Mascote
O 'Estrelinha' é a mascote do Departamento de Futebol de Formação do Sport Clube de Freamunde. Ele simboliza os valores e objetivos do departamento, refletindo-os em seu trabalho diário. O Estrelinha é representado como um rapaz de cerca de dez anos, alegre, enérgico e divertido, que adora jogar futebol. A sua companheira inseparável é a bola de futebol, que ele conduz habilmente com o pé esquerdo. Além disso, ele valoriza a educação e a escola como parte importante do seu futuro, sendo um aluno aplicado e apreciador da leitura. No entanto, ele ainda encontra tempo para se divertir e ocasionalmente serve como poste de uma baliza. Em resumo, o 'Estrelinha' representa a paixão pelo futebol, a importância da educação e o equilíbrio entre diversão e responsabilidade.

## Formação
As escolas do Sport Clube de Freamunde têm um histórico de sucesso na formação de talentos para o futebol nacional. Vários jogadores notáveis se destacaram, evidenciando o êxito do programa de formação do clube. A presença de jogadores da "cantera" no plantel atual e o alto índice de atletas sub-19 que conseguem colocação em clubes dos campeonatos nacionais, ultrapassando os 80%, são testemunhos desse sucesso.
É relevante salientar que o processo de formação não se limita ao desenvolvimento dos jogadores até que estes integrem a equipa principal. Por vezes, é durante este período que a formação é ainda mais aprimorada. Como exemplo disso, o Freamunde conta com três figuras notáveis do futebol português que, embora não tenham sido formados no SCF, iniciaram suas carreiras em Freamunde :
- Pedro Barbosa

- Ricardo Fernandes

- José Bosingwa

### Títulos da sua Formação
(Desde 2006)
| Masculino | Masculino | Masculino | Masculino  |
|           | Escalão   | Titulos   | Titulos    |
| --------- | --------- | --------- | ---------- |
|           | SUB-19    | 3         | 3          |
| SUB-17    | 4         | 4         |            |
| SUB-15    | 6         | 6         |            |
| SUB-13    | 1         | 1         |            |
| Total     | Total     | Total     | 14 Títulos |
| Feminino  |           |           |            |
|           | SUB-19    | 2         | 2          |
| SUB-17    | 1         | 1         |            |
| SUB-15    | 0         | 0         |            |
| Total     | Total     | Total     | 3 Títulos  |

### Masculino
Não confundir "Juniores B" com equipa "B"
(P): Palmares
Sub-19
- 2ª Divisão Juniores A 2ª Fase 4º A/B 2008/2009 (P)
- 2ª Divisão Juniores A 2ª Fase Zona 1 2009/2010
- 2ª Divisão Juniores A Série A 2009/2010 (P)
- AF Porto Taça Acácio Lello Série C Juniores A S19 2011/12
- 2ª Divisão Juniores A 2ª Fase Zona 2 2011/2012 (P)
- 2ª Divisão Juniores A Série A 2013/2014 (P)
- 2ª Divisão Juniores A 2F Promoção Zona Norte 2013/14 (P)
- 2ª Divisão Juniores A Série A 2017/2018 (P)
- AF Porto Taça Acácio Lello Série 4 Juniores A S19 2017/18

Sub-17
- AF Porto T. Óscar Marques Série 4 Juniores B S17 2008/09
- AF Porto 1ª Divisão Série 2 Juniores B S17 2016/17 (P)
- AF Porto Taça Acácio Lello Série 4 Juniores A S19 2018/19*

O troneio era de caracter Sub-19 mas o clube inscreveu os Sub-17
Sub-17 B
- AF Porto T. Óscar Marques Série 4 Juniores B S17 2009/10
- AF Porto 2ª Divisão Série 7 Juniores B S17 2011/12 (P)
- AF Porto 2ª Divisão Série 8 Juniores B S17 2014/15 (P)
- AF Porto 2ª Divisão Série 8 Juniores B S17 2015/16 (P)
- AF Porto 2ª Divisão 2ª Fase - Série 4 Juniores B S17 2015/16 (P)
- AF Porto 2ª Divisão Ap. Campeão Juniores B S17 2015/16
- AF Porto 2ª Divisão 2ª Fase - Série 4 Juniores B S17 2016/17 (P)
- AF Porto 2ª Divisão Série 9 Juniores B S17 2021/22 (P)

Sub-15
- AF Porto 2ª Divisão 1ª Fase Série 6 Juniores C S15 2007/08 (P)
- AF Porto 2ª Divisão Série dos 1ºs Juniores C S15 2007/08
- AF Porto Taça José Bacelar Série 3 Juniores C S15 2008/09
- AF Porto 1ª Divisão Série 2 Juniores C S15 2010/11 (P)
- AF Porto Taça José Bacelar Zona D Juniores C S15 2011/12
- AF Porto 2ª Divisão Série 8 Juniores C S15 2011/12 (P)
- AF Porto Taça José Bacelar Zona C Juniores C S15 2012/13
- AF Porto 1ª Divisão Série 2 Juniores C S15 2014/15 (P)
- AF Porto 1ª Divisão Série 2 Juniores C S15 2015/16 (P)
- AF Porto 1ª Divisão Ap. Campeão Juniores C S15 2015/16

Sub-15 B
- AF Porto 2ª Divisão Série 11 Juniores C S15 2013/14 (P)
- AF Porto Taça José Bacelar Série 4 Juniores C S15 2016/17
- AF Porto 2ª Divisão Série 7 Juniores C S15 2017/18 (P)

Sub-13
- AF Porto 1ª Divisão Série 2 Juniores D S13 2010/11 (P)
- AF Porto Taça Joaquim Piedade Série 4 Juniores D S13 2015/16

Sub-13 B
- AF Porto 2ª Divisão Série 7 Juniores D S13 2009/10 (P)
- AF Porto 2ª Divisão Série 6 Juniores D S13 2012/13 (P)

### Feminino
Sub-19
- Taça Nacional Feminino Juniores A SC 2018/19
- Nacional Feminino Fut.9 Juniores A Série B 2019/20

Sub-17
- AF Porto Série 2ª Fase Honra Fut.9 Feminino Juniores B S17 2023/24

| Jogadores importantes formados | Jogadores importantes formados |
| ------------------------------ | ------------------------------ |
| Portugal                       | Tonanha                        |
| Portugal                       | Rui Pacheco                    |
| Portugal                       | Taborda                        |
| Portugal                       | José Alberto                   |
| Portugal                       | Paulo Monteiro                 |
| Portugal                       | Babo                           |
| Portugal                       | Joca                           |
| Portugal                       | Pedrinho                       |
| Portugal                       | Antunes                        |
| Portugal                       | André Leão                     |
| Portugal                       | Luis Pedro                     |
| Portugal                       | Hilario                        |
| Portugal                       | Paulo Sousa                    |
| Portugal                       | Barbosa                        |
| Portugal                       | Brandão                        |
| Portugal                       | Valdinho                       |
| Portugal                       | Rui Ribeiro                    |
| Portugal                       | Luis Machado                   |
| Portugal                       | Vieira                         |
| Portugal                       | Filipe Pastel                  |
| Portugal                       | João Taipa                     |

## Participações e Títulos
Seniores Masculino (Desde 1940)
| Nacionais | Nacionais                      | Nacionais | Nacionais                  |
|           | Competição                     | Presenças | Melhor posição             |
| --------- | ------------------------------ | --------- | -------------------------- |
|           | Segunda Liga                   | 17        | 5º                         |
|           | Segunda Divisão B              | 9         | Campeão (2006-07, 1998-99) |
|           | Terceira Divisão               | 15        | Vice-Campeão               |
|           | Campeonato de Portugal         | 2         | Campeão (2013-14)          |
|           | III Divisão Nacional - Nível 4 | 2         | 3º                         |
|           | Taça de Portugal               | 46        | Quartos-Final              |
|           | Taça da Liga                   | 9         | Quartos-Final              |
| Regionais |                                |           |                            |
|           | Competição                     | Presenças | Melhor posição             |
|           | AFPorto LigaPro                | -         | -                          |
|           | AFPorto Divisão Elite          | 5         | 3º                         |
|           | AFPorto Divisão Honra          | 6         | Campeão (3X)               |
|           | AFPorto 1ª Divisão             | 10        | Campeão                    |
|           | AFPorto 2ª Divisão             | 20        | Campeão (2x)               |
|           | AFPorto 3ª Divisão             | 8         | Campeão                    |
|           | Taça da AFPorto                | 6         | Oitavos-Final              |
|           | AF Porto Taça Capital do Móvel | 3         | Final                      |
| Total     | Total                          | Total     | 11 Títulos                 |

Seniores Feminino (Desde 2006)
| Nacionais              | Nacionais                        | Nacionais | Nacionais      |
|                        | Competição                       | Presenças | Melhor posição |
| ---------------------- | -------------------------------- | --------- | -------------- |
|                        | II Divisão Feminino              | 11        | 4º             |
| III Divisão Feminino   | 3                                | 5º        |                |
| Taça Promoção Feminino | 9                                | Campeão   |                |
|                        | 1.ª Divisão da AF Porto Feminina | 1         | Campeão        |
|                        | Taça Portugal Futebol Feminino   | 11        | Meia-Final     |
| Total                  | Total                            | Total     | 2 Titulos      |

## Material desportivo e patrocinadores
| Período | Material Desportivo | Patrocinador                           |
| ------- | ------------------- | -------------------------------------- |
| 08-09   | Lacatoni            | Capital do Móvel                       |
| 09-10   | Joma                | Capital do Móvel                       |
| 10-11   | Joma                | Capital do Móvel                       |
| 11-12   | Joma                | Capão à Freamunde (Junta de Freguesia) |
| 12-13   | Joma                | Capão à Freamunde (Junta de Freguesia) |
| 13-14   | Belma               | Sem Patrocinador                       |
| 14-15   | Belma               | Sem Patrocinador                       |
| 15-16   | Adidas              | LGSP Sports                            |
| 16-17   | Adidas              | LGSP Sports                            |
| 17-18   | Belma               | Sem Patrocinador                       |
| 18-19   | Belma               | Kuwait Q8                              |
| 19-20   | Belma               | Kuwait Q8                              |
| 20-21   | Belma               | Desonno                                |
| 21-22   | Belma               | Desonno                                |
| 22-23   | Belma               | Desonno                                |
| 23-24   | Lacatoni            | Penafiel Park Hotel                    |
| 24-25   | Tactique            | Penafiel Park Hotel                    |
| 25-26   | Tactique            | Penafiel Park Hotel                    |

## Melhores marcadores/Jogadores com mais jogos
| Melhores marcadores | Melhores marcadores | Melhores marcadores |      | Jogadores com mais jogos | Jogadores com mais jogos | Jogadores com mais jogos |
| Rank                | Jogador             | Golos               | Rank | Jogador                  | Jogos                    |                          |
| ------------------- | ------------------- | ------------------- | ---- | ------------------------ | ------------------------ | ------------------------ |
| 1                   | Bock                | 156                 | 1    | Bock                     | 362                      |                          |
| 2                   | Diogo Ramos         | 35                  | 2    | Luís Pedro               | 274                      |                          |
| 3                   | Paulo Fernando      | 29                  | 3    | Pastel                   | 191                      |                          |
| 4                   | Ansumané            | 27                  | 4    | Carlos Martins           | 182                      |                          |
| 5                   | Bertinho            | 26                  | 5    | Rui Rainho               | 167                      |                          |
| 6                   | Cascavel            | 20                  | 6    | Tó Figueira              | 167                      |                          |
| 7                   | Pedrinho            | 19                  | 7    | Diogo Ramos              | 147                      |                          |
| 8                   | Joel Silva          | 19                  | 8    | Fausto Lourenço          | 143                      |                          |
| 9                   | Marcos Antonio      | 18                  | 9    | Barbosa                  | 133                      |                          |
| 10                  | Fausto Lourenço     | 15                  | 10   | Brandão                  | 130                      |                          |

## Jogadores destacados
| Jogadores Destacados | Jogadores Destacados |
| -------------------- | -------------------- |
| Portugal             | Vitorino Antunes     |
| Portugal             | Pedro Barbosa        |
| Portugal             | José Bosingwa        |
| Cabo Verde           | Dany                 |
| Camarões             | André-Joël Eboué     |
| Portugal             | Ricardo Fernandes    |
| Nigéria              | Pascal Kondaponi     |
| Portugal             | André Leão           |
| Portugal             | Mangualde            |
| Portugal             | André Marques        |
| Portugal             | Murta                |
| Guiana Francesa      | Jean-Renaud Nemouthé |
| Camarões             | Alain Nkong          |
| Portugal             | Orlando              |
| Portugal             | Santana              |
| Portugal             | Paulo Sousa          |
| Portugal             | Pedro Taborda        |
| Portugal             | Uwe Wolf             |

## Treinadores Notáveis
-Carlos Carvalhal
-Helton
- Nicolau Vaqueiro
- Carlos Brito
- Jorge Regadas
- Filipe Rocha

## Hino oficial
Refrão:
Sport Clube de Freamunde
És a nossa glória
Não tens rival
Entra em campo prá vitória
Em qualquer estádio de Portugal
Sport Clube de Freamunde
Honra a memória dos teus heróis
Faz azul e branca a história
Doura a estrela com mil sois
I
Rola a bola presa à bota sempre em frente
Camisola azul tingida de suor
E se é golo na bancada salta a gente
Contente
És o maior!
Quando nem tudo está bem ﬁca a certeza
Que a seguir os bons momentos surgirão
E os nossos jogadores com destreza
E ﬁrmeza
Vencerão!
II
No velhinho Carvalhal foi lindo e puro …
Tardes cheias de glória recordar …
Mas agora o nosso estádio é o futuro
Que eu juro
Vai brilhar!
Freamunde a nossa garra a ti pertence
Vou dizer bem alto o teu nome e dizer
Nesta terra toda a gente seja e pense
Freamundense
Até morrer!
Música e letra: Carlos Cabral 

## Classificação
| Escalão                             | 11/12 | 12/13 | 13/14      | 14/15 | 15/16 | 16/17 | 17/18 | 18/19 | 19/20 | 20/21      | 21/22 | 22/23 | 23/24                 | 24/25                 | 25/26   | 26/27   |
| ----------------------------------- | ----- | ----- | ---------- | ----- | ----- | ----- | ----- | ----- | ----- | ---------- | ----- | ----- | --------------------- | --------------------- | ------- | ------- |
| Primeira Liga                       | -     | -     | -          | -     | -     | -     | -     | -     | -     | -          | -     | -     | -                     | -                     | -       | -       |
| Segunda Liga                        | 14°   | 22º   | -          | 8º    | 5º    | 21º   | -     | -     | -     | -          | -     | -     | -                     | -                     | -       | -       |
| Liga 3                              | N/A   | N/A   | N/A        | N/A   | N/A   | N/A   | N/A   | N/A   | -     | -          | -     | -     | -                     | -                     | -       | -       |
| III Divisão /CNS                    | -     | -     | 1º Campeão | -     | -     | -     | 15º   | -     | -     | -          | -     | -     | -                     | -                     | -       | -       |
| Liga Pro                            | N/A   | N/A   | N/A        | N/A   | N/A   | N/A   | N/A   | N/A   | N/A   | N/A        | N/A   | N/A   | N/A                   | -                     | -       | -       |
| AF Porto Divisão de Elite - 2ª Fase | -     | -     | -          | -     | -     | -     | -     | -     | -     | 8 de Final | 3º    | -     | -                     | -                     | -       | -       |
| AF Porto Divisão de Elite           | -     | -     | -          | -     | -     | -     | -     | 3º    | 7º    | 2º         | 2º    | 8º *  | -                     | -                     | Atual   | -       |
| AF Porto Divisão Honra Ap. Campeão  | -     | -     | -          | -     | -     | -     | -     | -     | -     | -          | -     | -     | -                     | 1º Campeão            | -       | -       |
| AF Porto Divisão Honra              | -     | -     | -          | -     | -     | -     | -     | -     | -     | -          | -     | -     | -                     | 1º Campeão da Serie 2 | -       | -       |
| AF Porto 1ª Divisão Ap. Campeão     | -     | -     | -          | -     | -     | -     | -     | -     | -     | -          | -     | -     | -                     | -                     | -       | -       |
| AF Porto 1ª Divisão                 | -     | -     | -          | -     | -     |       | -     | -     | -     | -          | -     | -     | -                     | -                     | -       | -       |
| AF Porto 2ª Divisão Ap. Campeão     | -     | -     | -          | -     | -     | -     | -     | -     | -     | -          | -     | -     | 1º Campeão            | Extinta               | Extinta | Extinta |
| AF Porto 2ª Divisão                 | -     | -     | -          | -     | -     | -     | -     | -     | -     | -          | -     | -     | 1º Campeão da Serie 3 | Extinta               | Extinta | Extinta |

### Legenda
- Azul ciano - Divisões profissionais.

- Branco - Divisões Semiprofissionais ou Amadoras.
- * Queda para a AF Porto 2ª Divisão devido a extinção da SAD[5]
- ** Extinção da AF Porto 2ª Divisão.

## Atletismo
O Sport Clube de Freamunde - Atletismo (CAF-SCF) representa uma colaboração notável, originada da fusão entre duas entidades desportivas o Clube de Atletismo Andatrilhos de Freamunde e o prestigiado Sport Clube de Freamunde. Fundada no ano de 2020, esta aliança representa um marco significativo no panorama desportivo local, amalgamando a rica herança e a experiência acumulada ao longo dos anos por ambas as organizações. Seus atletas tem ao seu dispor a Pista de Atletismo da Escola EB 2,3 Dr. Manuel Pinto de Vasconcelos ou do Estádio Municipal de Lousada.
Desde sua conceção, a secção de atletismo do Sport Clube de Freamunde tem-se destacado por seu compromisso inabalável com a excelência desportiva. Com aproximadamente 30 atletas federados, o clube destaca-se por sua participação vigorosa e determinada em competições de âmbito nacional e regional.

#### Competições mais importantes
- Campeonato de Corta-Mato Nacional Curto
- Campeonato de Corta-Mato Nacional Longo
- Campeonato de Corta-Mato Regional Curto
- Campeonato Regional 10KM

## Futsal
O Chave Clube de Freamunde representou uma significativa instituição no âmbito do futsal, tendo sido estabelecido em 2010 por iniciativa da Junta de Freguesia de Freamunde. Sediado na freguesia de homônima, o clube destacou-se em suas participações nas divisões distritais da Associação de Futebol do Porto (AF Porto).
Contudo, a trajetória desportiva dessa entidade sofreu uma notável reviravolta quando o Sport Clube de Freamunde se uniu ao Chave Clube de Freamunde (CC Freamunde). Essa aliança não apenas alterou o panorama desportivo local, mas também influenciou diretamente o destino do Chave Clube de Freamunde.
Com a fusão entre o Sport Clube de Freamunde e o Chave Clube Freamunde, uma nova era se inaugurou no cenário desportivo na cidade. Tal união não apenas consolidou recursos e esforços, mas também redefiniu os papéis das diversas instituições desportivas na cidade de Freamunde. Por meio de significativos investimentos, a equipa alcançou a Divisão de Elite da AF Porto. No entanto, diante da crise financeira instalada no Sport Clube de Freamunde, este optou por desvincular-se do CC Freamunde.
O CC Freamunde com a desvinculação, foi extinto em 2019. 
Em setembro de 2024, a direção do Sport Clube de Freamunde anunciou a criação de uma nova secção de Futsal. Esta iniciativa surgiu após uma análise cuidadosa das tendências desportivas e do crescimento do Futsal em Portugal, considerada uma das modalidades em maior expansão no país. A decisão de introduzir o Futsal no clube visa alargar as oportunidades desportivas e formativas para os atletas, criando uma ligação estratégica entre o Futebol e o Futsal. 

## BTT ( bicicleta todo o terreno)
O Clube de BTT Freamunde, fundado em 2013 por um grupo de amigos, rapidamente começou a competir em eventos locais e regionais, enquanto também organizava atividades que contribuíam para o desenvolvimento da cidade. No entanto, diante de desafios financeiros, o clube teve que tomar medidas difíceis, incluindo a venda de sua sede, para enfrentar a crise econômica. Em 2021, como uma estratégia para assegurar sua continuidade e fortalecer suas operações, o Clube de BTT Freamunde uniu-se ao Sport Clube de Freamunde. Sua sede agora está localizada no Complexo Desportivo do Sport Clube de Freamunde, proporcionando uma base sólida para suas atividades e oferecendo novas oportunidades de crescimento.